# Peter S. Wells
Peter S. Wells (Boston (Massachusetts), 9 de octubre de 1948) es un antropólogo, historiador y autor estadounidense, además de profesor de antropología en la Universidad de Minnesota.

## Biografía
Wells recibió su B.A. del Harvard College en 1970, y su doctorado Ph.D. de la Universidad de Harvard en 1976.
Wells es profesor de antropología en la Universidad de Minnesota, donde imparte cursos de arqueología. Ha dirigido varias importantes excavaciones arqueológicas en Alemania, en los asentamientos de finales de la Edad del Bronce y la Edad del Hierro de Hascherkeller, Altdorf y Kelheim en Baviera.
Wells es autor de varios libros sobre la prehistoria de Europa. Su libro The Barbarians Speak: How the Conquered Peoples Shaped Roman Europe (1999), fue galardonado con el "Título más destacado de 1999" por la División Profesional y Académica de la  Asociación de Editores Americanos. Adicionalmente, es editor asociado de Journal of Indo-European Studies (Revista de Estudios Indoeuropeos). Steven E. Hijmans, de la Universidad de Alberta, escribió en el Canadian Journal of History que Wells había dado "una nueva perspectiva sobre la influencia de la Antigua Roma en una parte del mundo que llama vagamente la 'Europa templada', un área entre el este de la Galia, sur de Dinamarca, centro de Polonia y el Danubio.  La principal diferencia entre su libro y los estudios anteriores es que cuenta la historia desde la perspectiva de los pueblos llamados bárbaros más que desde el punto de vista de los romanos y se enfoca en los procesos de interacción cultural en esas regiones después de la llegada de los romanos.

## Cargos
- Presidencia del Fulbright Screening Committee para Alemania, Austria (1998).
- Presidente y miembro del Senate Library Committee (1998-1999).
- Director de estudios de posgrado del Departamento de Antropología (2000-2003).
- Presidente y miembro del Comité Asesor de Faculty Summer Research Fellowship (2001-2002).[1]

## Obras seleccionadas
- Settlement, Economy, and Cultural Change at the End of the European Iron Age: Excavations at Kelheim in Bavaria, 1993.
- The Barbarians Speak: How the Conquered Peoples Shaped Roman Europe, 1999.
- Beyond Celts, Germans and Scythians: Archaeology and Identity in Iron Age Europe, 2001.
- The Battle that Stopped Rome: Emperor Augustus, Arminius, and the Slaughter of the Legions in the Teutoburg Forest, 2003.
- Barbarians to Angels: The Dark Ages Reconsidered, 2008
- Image and Response in Early Europe, 2008.
- How Ancient Europeans Saw the World: Vision, Patterns, and the Shaping of the Mind in Prehistoric Times, 2012.